# Discografia de Limp Bizkit
A discografia de Limp Bizkit, banda norte-americana, consiste em quatro álbuns de estúdio, um álbum ao vivo, duas compilações, dois DVDs, dois extended plays, quinze vídeoclipes e dezesseis singles oficiais.

## Álbuns

### Estúdio
| Ano                        | Detalhes | Posições nas paradas | Posições nas paradas | Posições nas paradas | Posições nas paradas | Posições nas paradas | Posições nas paradas | Posições nas paradas | Posições nas paradas | Posições nas paradas | Posições nas paradas | Certificações (vendas) |
| Ano                        | Detalhes | EUA                  | AUS                  | CAN                  | SUI                  | FRA                  | ALE                  | HOL                  | NOR                  | NZ                   | UK                   | Certificações (vendas) |
| -------------------------- | --- | -------------------- | -------------------- | -------------------- | -------------------- | -------------------- | -------------------- | -------------------- | -------------------- | -------------------- | -------------------- | ---------------------- |
| 1997                       | Three Dollar Bill, Y'all - Lançamento: 1 de julho de 1997 - Gravadora: Interscope (90124) - Formato: CD, CS, LP                              | 22                   | 32                   | 29                   | —                    | —                    | —                    | —                    | —                    | 37                   | 50                   | - UK: Ouro             |
| 1999                       | Significant Other - Lançamento: 22 de junho de 1999 - Gravadora: Interscope (90335) - Formato: CD, CS, LP, DD                                | 1                    | 5                    | 1                    | 38                   | 70                   | 13                   | 11                   | 28                   | 4                    | 10                   | - UK: Platina          |
| 2000                       | Chocolate Starfish and the Hot Dog Flavored Water - Lançamento: 17 de outubro de 2000 - Gravadora: Interscope (490759) - Formato: CD, CS, LP | 1                    | 1                    | 1                    | 4                    | 7                    | 1                    | 1                    | 5                    | 1                    | 1                    | - UK: 2× Platina       |
| 2003                       | Results May Vary - Lançamento: 23 de setembro de 2003 - Gravadora: Interscope (9812105) - Formato: CD, LP                                    | 3                    | 2                    | 3                    | 6                    | 19                   | 1                    | 11                   | 10                   | 2                    | 7                    | - UK: Ouro             |
| 2011                       | Gold Cobra - Lançamento: 28 de junho de 2011 - Gravadora: Interscope/Polydor - Formato: CD                                                   | 16                   | 12                   | 13                   | 2                    | 39                   | 1                    | 23                   | —                    | 36                   | 30                   |                        |
| 2021                       | Still Sucks - Lançamento: 31 de outubro de 2021 - Gravadora: Suretone Records - Formato: CD                                                  | 155                  | 35                   | —                    | —                    | —                    | 54                   | —                    | —                    | —                    | 79                   |                        |
| "—" não chegou às paradas. | |                      |                      |                      |                      |                      |                      |                      |                      |                      |                      |                        |

### Compilações
| 2001                       | New Old Songs - Lançamento: 4 de dezembro de 2001 - Gravadora: Interscope (493192) - Formato: CD  | 26 | 91 | 12 | 40 | 32 | 22 | 146 | 10 | 19 | 76 | - EUA: Ouro |
| 2005                       | Greatest Hitz - Lançamento: 8 de novembro de 2005 - Gravadora: Interscope (9836505) - Formato: CD | 47 | 29 | 27 | 68 | 41 | —  | —   | 25 | —  | 78 | - UK: Ouro  |
| "—" não chegou às paradas. |                                                                                                   |    |    |    |    |    |    |     |    |    |    |             |

### Demo
| Ano  | Detalhes                                                       |
| ---- | -------------------------------------------------------------- |
| 1995 | Mental Aquaducts - Lançamento: 1995 - Formato: CS              |
| 1996 | Three Dollar Bill, Y'all Demo - Lançamento: 1996 - Formato: CS |

### Extended plays
| 1999                       | Counterfeit Countdown - Lançamento: 1999 - Gravadora: Interscope (12003) - Formato: CD                            | —  | —  | —  | —  | — | —  | —  | — | —  | —  |
| 2005                       | The Unquestionable Truth (Part 1) - Lançamento: 3 de maio de 2005 - Gravadora: Interscope (9882322) - Formato: CD | 24 | 50 | 17 | 92 | 8 | 82 | 67 | 4 | 85 | 71 |
| "—" não chegou às paradas. | |    |    |    |    |   |    |    |   |    |    |

## Singles
| 1997                       | "Counterfeit"                       | —      | —  | —  | —  | —  | —  | —  | —  | —  | —                          |                  | Three Dollar Bill, Yall$                                                               |
| 1998                       | "Faith"                             | —      | 28 | 33 | —  | —  | —  | —  | —  | —  | —                          |                  | Three Dollar Bill, Yall$                                                               |
| 1999                       | "Nookie"                            | 80     | 3  | 6  | 13 | —  | —  | —  | 36 | 33 | —                          |                  | Significant Other                                                                      |
| 1999                       | "Re-Arranged"                       | 75     | 1  | 8  | 35 | —  | —  | —  | —  | —  | —                          |                  | Significant Other                                                                      |
| 1999                       | "N 2 Gether Now"                    | 70     | —  | —  | —  | —  | 95 | —  | 28 | —  | 184                        |                  | Significant Other                                                                      |
| 2000                       | "Break Stuff"                       | 123[A] | 14 | 19 | 41 | —  | 95 | 42 | 28 | —  | —                          |                  | Significant Other                                                                      |
| 2000                       | "Take a Look Around"                | 115[A] | 8  | 15 | 28 | 4  | 7  | 4  | 7  | 29 | 3                          | - UK: Prata      | banda sonora de Missão Impossível II Chocolate Starfish and the Hot Dog Flavored Water |
| 2000                       | "Rollin' (Air Raid Vehicle)"        | 65     | 4  | 10 | 11 | 10 | 21 | 10 | 18 | 14 | 1                          | - UK: Ouro       | Chocolate Starfish and the Hot Dog Flavored Water                                      |
| 2000                       | "My Generation"                     | —      | 18 | 33 | 31 | 19 | 23 | 23 | 14 | —  | 15                         |                  | Chocolate Starfish and the Hot Dog Flavored Water                                      |
| 2001                       | "My Way"                            | 75     | 3  | 4  | 57 | 51 | 99 | 38 | 56 | 41 | 6                          |                  | Chocolate Starfish and the Hot Dog Flavored Water                                      |
| 2001                       | "Boiler"                            | —      | —  | 30 | —  | 44 | 57 | 50 | 68 | —  | 18                         |                  | Chocolate Starfish and the Hot Dog Flavored Water                                      |
| 2003                       |                                     |        |    |    |    |    |    |    |    |    |                            |                  |                                                                                        |
| "Eat You Alive"            | —                                   | 20     | 16 | 30 | 16 | 31 | 13 | 36 | —  | 10 |                            | Results May Vary |                                                                                        |
| "Behind Blue Eyes"         | 71                                  | 18     | 11 | 4  | 3  | 5  | 2  | 5  | 5  | 18 | - AUS: Platina - EUA: Ouro | Results May Vary |                                                                                        |
| "Red Light-Green Light"    | —                                   | —      | —  | —  | —  | —  | —  | —  | —  | —  |                            | Results May Vary |                                                                                        |
| 2004                       | "Build a Bridge"                    | —      | —  | —  | —  | —  | —  | —  | —  | —  | —                          | Results May Vary |                                                                                        |
| 2005                       | "Bittersweet Home"                  | —      | —  | —  | —  | 44 | —  | 45 | 96 | —  | —                          |                  | Greatest Hitz                                                                          |
| 2011                       | "Shotgun"                           | —      | —  | —  | —  | —  | —  | —  | —  | —  | —                          |                  | Gold Cobra                                                                             |
| 2011                       | "Gold Cobra"                        | —      | —  | —  | —  | —  | —  | —  | —  | —  | —                          |                  |                                                                                        |
| 2013                       | "Ready to Go" (featuring Lil Wayne) | —      | —  | —  | —  | —  | —  | —  | —  | —  | —                          |                  | Stampede of the Disco Elephants                                                        |
| "—" não chegou às paradas. |                                     |        |    |    |    |    |    |    |    |    |                            |                  |                                                                                        |

### Outras canções nas paradas
| 1999                       | "Crushed"     | 31 | —  | Banda sonora de End of Days |
| 2004                       | "Almost Over" | —  | 33 | Results May Vary            |
| "—" não chegou às paradas. |               |    |    |                             |

## Álbuns vídeo
- Greatest Videoz (2005)
- Rock im Park 2001 (2008)

## Videoclipes
| Ano  | Título                          | Diretor(es)                     |
| ---- | ------------------------------- | ------------------------------- |
| 1997 | "Counterfeit"                   | Roger Pistole, Johnathan Craven |
| 1998 | "Counterfeit" (Lethal Dose mix) | Michael McNamara                |
| 1998 | "Sour"                          | Fred Durst, Roger Pistole       |
| 1998 | "Faith"                         | Fred Durst                      |
| 1999 | "Nookie"                        | Fred Durst, Steve Paley         |
| 1999 | "Re-Arranged"                   | Fred Durst                      |
| 1999 | "N 2 Gether Now"                | Fred Durst                      |
| 2000 | "Break Stuff"                   | Fred Durst                      |
| 2000 | "Take a Look Around"            | Fred Durst                      |
| 2000 | "Rollin' (Air Raid Vehicle)"    | Fred Durst                      |
| 2000 | "My Generation"                 | Fred Durst                      |
| 2001 | "My Way"                        | Fred Durst                      |
| 2001 | "Boiler"                        | Fred Durst, Dave Meyers         |
| 2003 | "Eat You Alive"                 | Fred Durst                      |
| 2003 | "Behind Blue Eyes"              | Fred Durst                      |
| 2005 | "The Truth"                     | Fred Durst                      |
| 2005 | "Bittersweet Home"              | Fred Durst                      |
| 2011 | "Gold Cobra"                    | Fred Durst                      |

## Outras aparições

### Filmes
- (1998) "Faith" – usado em Very Bad Things
- (1999) "Just Like This" – usado em Big Daddy
- (1999) "Crushed" – usado em End of Days
- (2000) "Take a Look Around" – usado em Missão Impossível II
- (2001) "Rollin' (Air Raid Vehicle)" – usado em The Fast and the Furious
- (2001) "N 2 Gether Now" – usado em How High
- (2001) "Re-Arranged" – usado em Life as a House
- (2003) "Behind Blue Eyes" – usado em Gothika
- (2004) "Counterfeit" – usado em The Girl Next Door
- (2006) "Bittersweet Home" – usado em Little Man
- (2008) "My Generation" – usado em Never Back Down
- (2008) "Rollin' (Air Raid Vehicle)" – usado em Hancock
- (2009) "Nookie" – usado em 17 Again
- (2010) "Down Another Day" – usado em Parkour

### Televisão
- (2000) "Sour" – usado em Daria episódio Groped by an Angel
- (2000) "Show Me What You Got" - usado em The Simpsons episódio It's a Mad, Mad, Mad, Mad Marge
- (2001) "My Way" – usado em WrestleMania X-Seven
- (2002) "Rollin' (Air Raid Vehicle)" – usado em Fastlane episódio piloto (incluindo a aparaição de Fred Durst)
- (2003) "Rollin' (Air Raid Vehicle)" – usado em WrestleMania XIX
- (2003) "Crack Addict" – usado em WrestleMania XIX
- (2003) "Build a Bridge" – usado em Survivor Series (2003)
- (2004) "Drown" – usado em Cold Case episódio The Plan
- (2005) "Break Stuff" – usado em Entourage episódio Oh, Mandy
- (2008) "Rollin' (Air Raid Vehicle)" – usado em My Name Is Earl episódio Killerball

### Vídeo jogos
- (2001) "Rollin' (Air Raid Vehicle)" – usado em WWF SmackDown! Just Bring It
- (2002) "Rollin' (Air Raid Vehicle)" – usado em WWE Raw
- (2002) "Rollin' (Air Raid Vehicle)" – usado em WWE WrestleMania X8
- (2003) "Rollin' (Air Raid Vehicle)" – usado em NHL Hitz Pro
- (2004) "Head for the Barricade" – usado em Fight Club